# Заболотский сельсовет (Буда-Кошелёвский район)
Заболотский сельсовет (бел. Забалоцкі сельсавет) — упразднённая административная единица на территории Буда-Кошелёвского района Гомельской области Республики Беларусь.

## История
В состав Заболотского сельсовета входили до 1939 года хутор Дрозды, посёлок Красница, до 1976 года посёлок Новая Хорошевка, до 1997 года посёлок Пахарь, Восток, Длинный, Курган — все они в настоящее время не существуют.
В 2002 году сельсовет упразднён, его населённые пункты Заболотье, Кучинск, Никольск, Хорошевка включены в состав Широковского сельсовета.

## Состав
Заболотский сельсовет включал 4 населённых пункта:
- Заболотье — деревня
- Кучинск — посёлок
- Никольск — посёлок
- Хорошевка — деревня

Упразднённые населённые пункты:
- Борки — посёлок
- Застенный — посёлок
- Новое Заболотье — посёлок
- Новая Хорошевка — деревня